# Andres Mustonen
Pour les articles homonymes, voir Mustonen.
Andres Mustonen, né le 1er septembre 1953 à Tallinn, est un violoniste et chef d'orchestre estonien.

## Biographie
Andres Mustonen s'est initialement formé à la musique ancienne et la musique baroque au Conservatoire d'État de Tallinn pour s'orienter vers la musique contemporaine, champ dans lequel il travaille principalement en tant que chef d'orchestre et accessoirement violoniste. Il est le fondateur en 1972 de l'ensemble baroque Hortus Musicus dont il est toujours directeur artistique et violoniste. Ses collaborations l'ont amené à diriger notamment l'Orchestre de chambre de Tallinn et l'Orchestre symphonique national estonien.

## Prix et récompenses
- Prix de la musique de la RSS d'Estonie, 1988
- Ordre de l'Étoile blanche d'Estonie de 4e classe, 1998